# Shake, Rattle and Roll
Shake, Rattle and Roll ist ein im Jahr 1954 vom Bluessänger Big Joe Turner gesungener und von Bill Haley & His Comets zum Millionenseller gemachter Bluessong, der als eine der Grundlagen des Rock & Roll gilt.

## Entstehungsgeschichte
Komponist Jesse Stone hatte als kreativer Mitarbeiter bei Atlantic Records stets darauf geachtet, kommerziellen Rhythm and Blues zu komponieren und zu arrangieren und versuchte die Transformation zum populären Blues, damit er für die weiße Käuferschicht attraktiv würde. Stone war auf der Suche nach einem Up-tempo-Blues für Big Joe Turner. Der Song Shake, Rattle and Roll ist der Prototyp eines zwölftaktigen Blues. Sein Titel wurde bereits früher verwendet, so etwa bei Al Bernard für seine Aufnahme Shake, Rattle and Roll (Who’s Got Me), veröffentlicht im Juli 1919 (Emerson #7503) und Okeh Records #1235, die im September 1919 auf den Markt kam. Die Phrase wird auch im Text des Songs Shake Mattie von Kansas Joe & Memphis Minnie erwähnt, aufgenommen am 30. Januar 1931. Im Kontext dieser Songs umschreibt der Titel die drei Handlungen beim Würfelspiel, nämlich das Schütteln, Rasseln und Auswerfen der Würfel aus dem Würfelbecher. Jesse Stone, der sich bei seiner Komposition hinter dem Pseudonym Charles Calhoun verbirgt, nutzt jedoch die Zweideutigkeit des Titels aus.

## Aufnahme und Veröffentlichung
Der Titel entstand am 15. Februar 1954 in den Atlantic-Studios, der Chor im Hintergrund bestand aus den Atlantic-Leuten Ahmet Ertegün (Labelinhaber und Komponist), Jerry Wexler (Chefproduzent des Labels) und Jesse Stone (Sessionpianist und Arrangeur). Die Instrumental-Besetzung bestand aus Wilbur De Paris (Posaune), Sam Taylor (Tenorsaxophon), Frank „Haywood“ Henry (Baritonsaxophon), Jesse Stone (Piano), Mickey Baker (Gitarre), Lloyd Trotman (Bass) und Connie Kay (Schlagzeug). Während der Schlagzeuger einen offbeat-Rhythmus hält, spielt Pianist Stone dazu Boogie-Piano. Die simple Instrumentation akzentuierte die kraftvolle Stimme Turners stark.
Textlich ist die ursprüngliche Thematik des Würfelspiels sexuellen Inhalten gewichen. Dabei zeigt sich, dass bereits der Titel zweideutig auslegbar ist, denn mit Shake, Rattle and Roll werden sexuelle Handlungen umschrieben, aber auch die Möglichkeit offengelassen, dass diese Handlungen einen Teil des Lärms von Töpfen und Pfannen durch Küchenarbeit sein können (“make some noise with pots and pans”); der Text bewegt sich somit zwischen Küche und Schlafzimmer. Die Zweideutigkeit wird noch verstärkt durch den Umstand, dass alle drei Worte in der Semantik sowohl in ihrer transitiven als auch intransitiven Form nutzbar sind.
Veröffentlicht im April 1954 mit der B-Seite You Know I Love You (Atlantic #1026), gelangte die Single im Mai 1954 in die Rhythm-&-Blues-Hitparade, wo sie für drei Wochen den ersten Platz belegte. Ihr erfolgreiches Crossover in die Popcharts wurde durch den zweideutigen Inhalt mit einem Rang 32 behindert. Von allen Songs, in die Stone bisher involviert war, hatte Shake, Rattle and Roll die größte und nachhaltigste Wirkung auf dem Musikmarkt.

## Coverversionen

Bill Haley & His Comets – Shake, Rattle And Roll (78/min-Single)

Die erfolgreichste Fassung stammt von Bill Haley, aufgenommen am 7. Juni 1954 im üblichen Pythian Temple-Studio, als Turners Original gerade die Charts anführte. Neben Bill Haley waren bei der Aufnahme Danny Cedrone (Leadgitarre), Billy Williamson (Steelgitarre), Johnny Grande (Piano), Marshall Lytle (Bass) und Joey D’Ambrosio (Tenorsaxophon) zugegen. Wer am Schlagzeug saß, ist bis heute umstritten. Regulärer Schlagzeuger war Billy Gussak, der sowohl bei der vorangegangenen Aufnahmesession als auch bei der nachfolgenden Session zugegen war. Soweit ersichtlich, geht der überwiegende Teil der Literatur jedoch davon aus, dass ausnahmsweise David „Panama“ Francis am Schlagzeug gesessen hat. Der energetische Bass und das den Versen antwortende Saxophon-Riff setzen sich deutlich vom Sound des Originals ab. Anders als bei Haley sonst üblich, gibt es kein Gitarrensolo; anstatt dessen wird ein Zusammenspiel von Saxophon, Gitarre und Keyboard präsentiert. Veröffentlicht am 10. Juli 1954, kam sie bis auf Rang sieben der Popcharts, sogar Platz vier in Großbritannien. Sie entwickelte sich zu Haleys erstem Millionenseller, noch bevor Rock Around the Clock auf den Markt kam. Die Haley-Fassung war damit die erste Rock-&-Roll-Single mit über einer Million verkaufter Exemplare. Produzent Milt Gabler versicherte einem Zeitungsreporter, dass er jeden Text säubern würde, der doppeldeutig sei, um die Chancen für ein Airplay zu erhöhen. Deshalb bereinigte er den mehr als zweideutigen Originaltext von Jesse Stone und blendete die erotischen Teile aus, übersah dabei jedoch mangels Kenntnis eine wesentliche Passage.
Am 28. Januar 1956 präsentierte Elvis Presley den Song in der Originaltextversion in der Dorsey Brothers Stage Show. Im Studio wurde der Titel am 3. Februar 1956 mit verändertem Text aufgenommen und am 8. September 1956 veröffentlicht. Besetzung hier war Elvis (der auch Rhythmusgitarre spielt), Scotty Moore (Leadgitarre), Bill Black (Kontrabass) und D. J. Fontana (Percussion).
Der Titel löste eine Welle ähnlich konstruierter Aufzählungen aus. Flip, Flop and Fly (auch von Jesse Stone komponiert) wurde ebenfalls von Joe Turner übernommen (aufgenommen am 28. Januar 1955); Bark, Battle and Ball kam von den Platters auf den Markt (B-Seite von Only You; Mai 1955); schließlich Jump, Jive and Wail von Louis Prima (19. April 1956). Stone/Calhoun ist auch der Autor von Rattle My Bones von der Band The Jodimars (ehemaliger Bandmitglieder der Comets; Mai 1956).

## Statistik
Insgesamt existieren mindestens 46 Versionen des Songs, der einen BMI-Award erhielt. Er rangiert auf Rang 126 der 500 besten Songs aller Zeiten des Musikmagazins Rolling Stone (2004).